# Odontura
Odontura Rambur, 1839  è un genere di insetti ortotteri della famiglia Tettigoniidae.

## Distribuzione e habitat
Il genere è diffuso nella parte occidentale del bacino del Mediterraneo: penisola iberica, Italia (Sardegna e Sicilia) e Nord Africa (Marocco, Algeria e Libia).

## Tassonomia
Il genere comprende le seguenti specie:
- Sottogenere Odontura Rambur, 1838
  - Odontura algerica Brunner von Wattenwyl, 1878
  - Odontura arcuata Messina, 1981
  - Odontura borrei Bolívar, 1878
  - Odontura brevis Werner, 1932
  - Odontura calaritana Costa, 1883
  - Odontura festai Baccetti, 1991
  - Odontura glabricauda (Charpentier, 1825)
  - Odontura liouvillei Werner, 1929
  - Odontura maroccana Bolívar, 1908
  - Odontura microptera Chopard, 1943
  - Odontura moghrebica Morales-Agacino, 1950
  - Odontura pulchra Bolívar, 1914
  - Odontura quadridentata Krauss, 1893
  - Odontura stenoxypha (Fieber, 1853)
  - Odontura trilineata (Haan, 1842)
  - Odontura uvarovi Werner, 1929

- Sottogenere Odonturella Bolívar, 1900
  - Odontura aspericauda Rambur, 1838
  - Odontura macphersoni Morales-Agacino, 1943